# Boschi xerofili montani del Sahara occidentale
I boschi xerofili montani del Sahara occidentale sono un'ecoregione dell'ecozona paleartica, definita dal WWF, che si estende su vari altopiani e massicci montuosi vulcanici della parte occidentale del deserto del Sahara (codice ecoregione: PA1332).

## Territorio
È un'ecoregione di deserto che occupa 258 100 chilometri quadrati ripartiti tra il massiccio dell'Ahaggar e l'altopiano del Tassili n'Ajjer in Algeria (al di sopra dei 1000 metri di altitudine), con ramificazioni che giungono fino in Libia e Niger; e, sopra i 500 metri di altitudine, il massiccio dell'Aïr in Niger, il massiccio dell'Adrar in Mauritania e l'Adrar degli Ifoghas in Mali.
Gli inverni sono severi, con escursioni termiche diurne di oltre 20 °C e gelate notturne. Le precipitazioni sono scarse e sporadiche.

## Flora
La vegetazione varia in funzione dell'altitudine e dell'esposizione al vento. Molte specie sono relitti della vegetazione mediterranea. Gli alberi si incontrano ad altitudini inferiori, mentre a quote più elevate predominano gli arbusti. Tuttavia, è possibile trovare olivi fin sopra i 2 000 metri.
Tra le specie presenti figurano l'aizoacea Zaleya pentandra, il lupino Lupinus pilosus, il convolvolo Convolvulus fatmensis, la silene Silene kilianii, le acacie Acacia laeta e Acacia nilotica, la cordia Cordia rochii, il fico Ficus ingens e la scrofulariacea Anticharis glandulosa.
Tra le specie vegetali endemiche ricordiamo il cipresso del Sahara (Cupressus dupreziana), a rischio di estinzione, l'olivo del Sahara (Olea europaea subsp. laperrinei) e il mirto del Sahara (Myrtus nivelii).

## Fauna
Costituita da isole montuose affioranti da uno sterile mare di sabbia, questa ecoregione è di vitale importanza per la sopravvivenza di molte specie, sia stanziali che migratorie. Gli uccelli paleartici migratori utilizzano questa ecoregione come area di sosta, grazie alla presenza di acqua in ogni periodo dell'anno e alle temperature più fresche. Tra gli uccelli acquatici che sostano in questa ecoregione vi sono il tarabusino (Ixobrychus minutus), la cicogna bianca (Ciconia ciconia), l'airone rosso (Ardea purpurea) e la nitticora (Nycticorax nycticorax). Anche rapaci come il grillaio (Falco naumanni), il biancone (Circaetus gallicus) e la poiana codabianca (Buteo rufinus) e altri uccelli come la quaglia (Coturnix coturnix), il torcicollo (Jynx torquilla) e l'assiolo eurasiatico (Otus scops) utilizzano questa ecoregione come scalo intermedio durante la migrazione. Alcuni uccelli, per esempio la folaga (Fulica atra), la gallinella d'acqua (Gallinula chloropus) e una sottospecie relitta di pernice sarda (Alectoris barbara duprezii), utilizzano i luoghi più favorevoli della regione come sito per la riproduzione.
Gli altopiani che costituiscono questa regione svolgono un importante ruolo biologico e agiscono come componente integrante del più vasto ecosistema del deserto del Sahara. Sono uno degli ultimi luoghi rimasti dove alcune specie siano in grado di sopravvivere. Tra queste vi sono popolazioni di varie specie di gazzella gravemente minacciate, come la gazzella del deserto (Gazella dorcas), la gazzella bianca (Gazella leptoceros) e la gazzella dama (Nanger dama). L'addax (Addax nasomaculatus) e l'orice dalle corna a scimitarra (Oryx dammah), un tempo anch'essi presenti nella regione, sono ormai del tutto scomparsi da essa. L'ultimo orice della regione venne trovato morto su una strada poco oltre il confine del parco nazionale del Tassili n'Ajjer nel 1987. Nell'ecoregione vivono anche specie più strettamente associate a climi aridi, come il ghepardo (Acinonyx jubatus), l'ammotrago (Ammotragus lervia) e il caracal (Caracal caracal). Sono inoltre presenti rari esemplari di procavia del Capo (Procavia capensis) e gundi (Ctenodactylus vali). È presente solamente una specie di mammifero quasi endemica, il ghiro (Graphiurus olga).
Nell'ecoregione vivono inoltre molti rettili, tra cui i serpenti Telescopus obtusus, Psammophis sibilians ed Echis arenicola. Tra gli anfibi ricordiamo il rospo smeraldino nordafricano (Bufotes boulengeri). Due specie di libellule ivi presenti sono Orthetrum ransonneti e Orthetrum sabina.

## Popolazione
La popolazione umana è scarsa: meno di cinque abitanti per chilometro quadrato. La maggior parte degli abitanti è nomade, ma esistono anche piccoli insediamenti.

## Conservazione

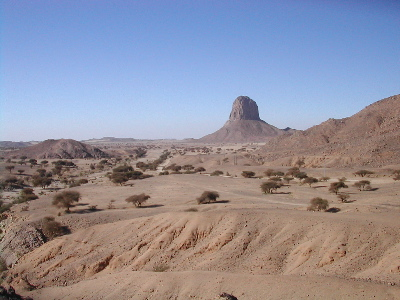
Altro panorama nel parco nazionale di Ahaggar, Algeria

L'aspetto di questa ecoregione è rimasto relativamente immutato. La vegetazione si è conservata praticamente intatta.